# Äänekoski
Äänekoski este o comună din Finlanda.